# Franciszek Zajerski
Franciszek Zajerski (falecido em 1631) foi um prelado católico romano que serviu como bispo auxiliar de Lutsk de 1622 a 1631 e bispo titular de Argos de 1622 a 1631.

## Biografia
No dia 21 de Fevereiro de 1622, Franciszek Zajerski foi nomeado durante o papado de Gregório XV como Bispo Auxiliar de Lutsk e Bispo Titular de Argos. A 9 de Outubro de 1622, foi consagrado bispo por Paweł Wołucki, Bispo de Włocławek, com Baltazar Miaskowski, Bispo Titular de Margarita, e Stanislaw Starczewski, Bispo Titular de Lacedaemonia, servindo como co-consagradores. Serviu como Bispo Auxiliar de Lutsk até à sua morte, em 1631.